# 愛達荷大學

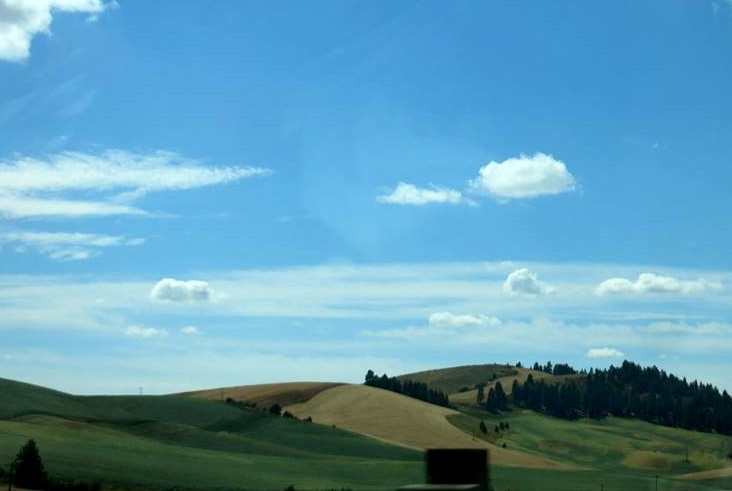
爱达荷州莫斯科市北部风景

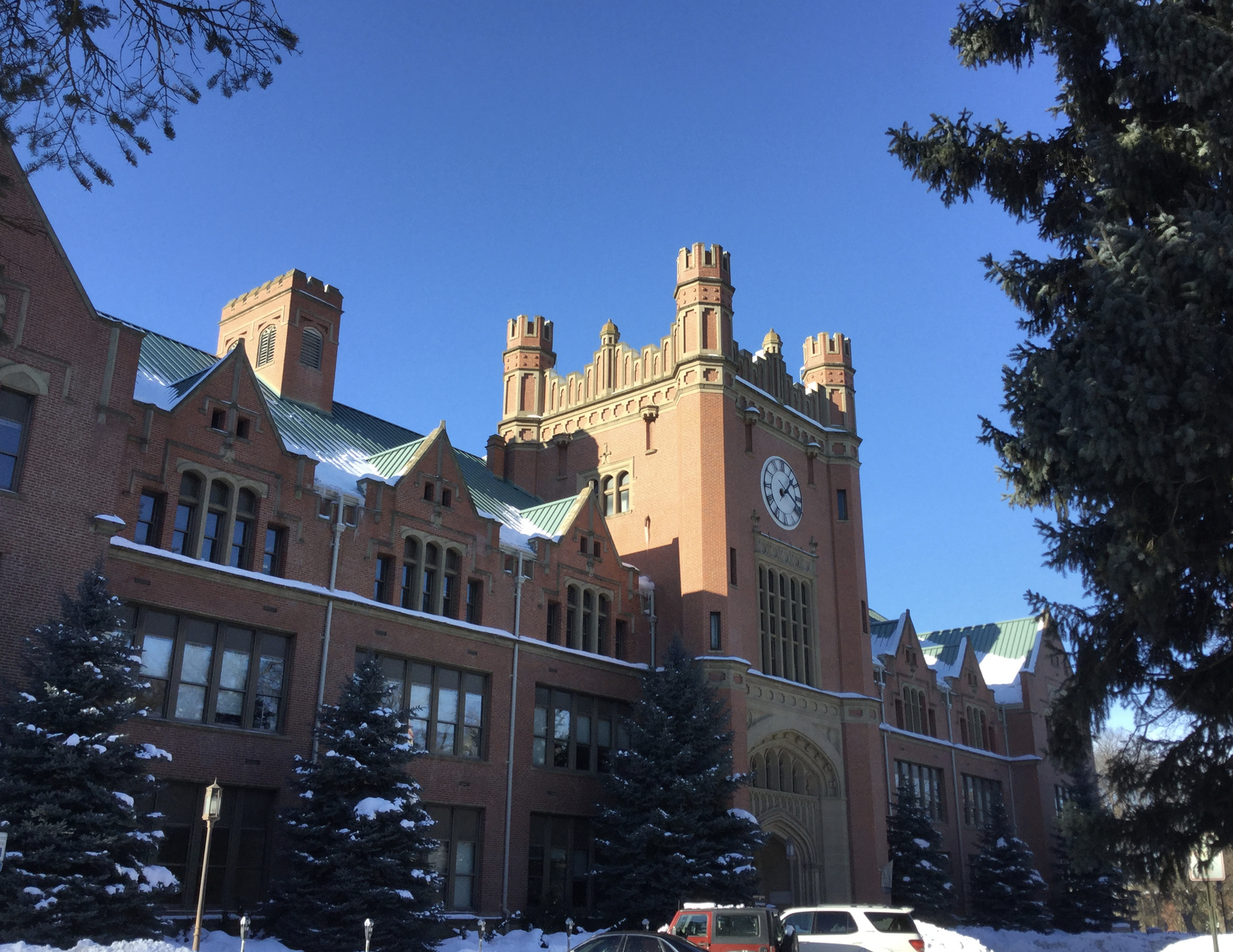
行政大楼正门

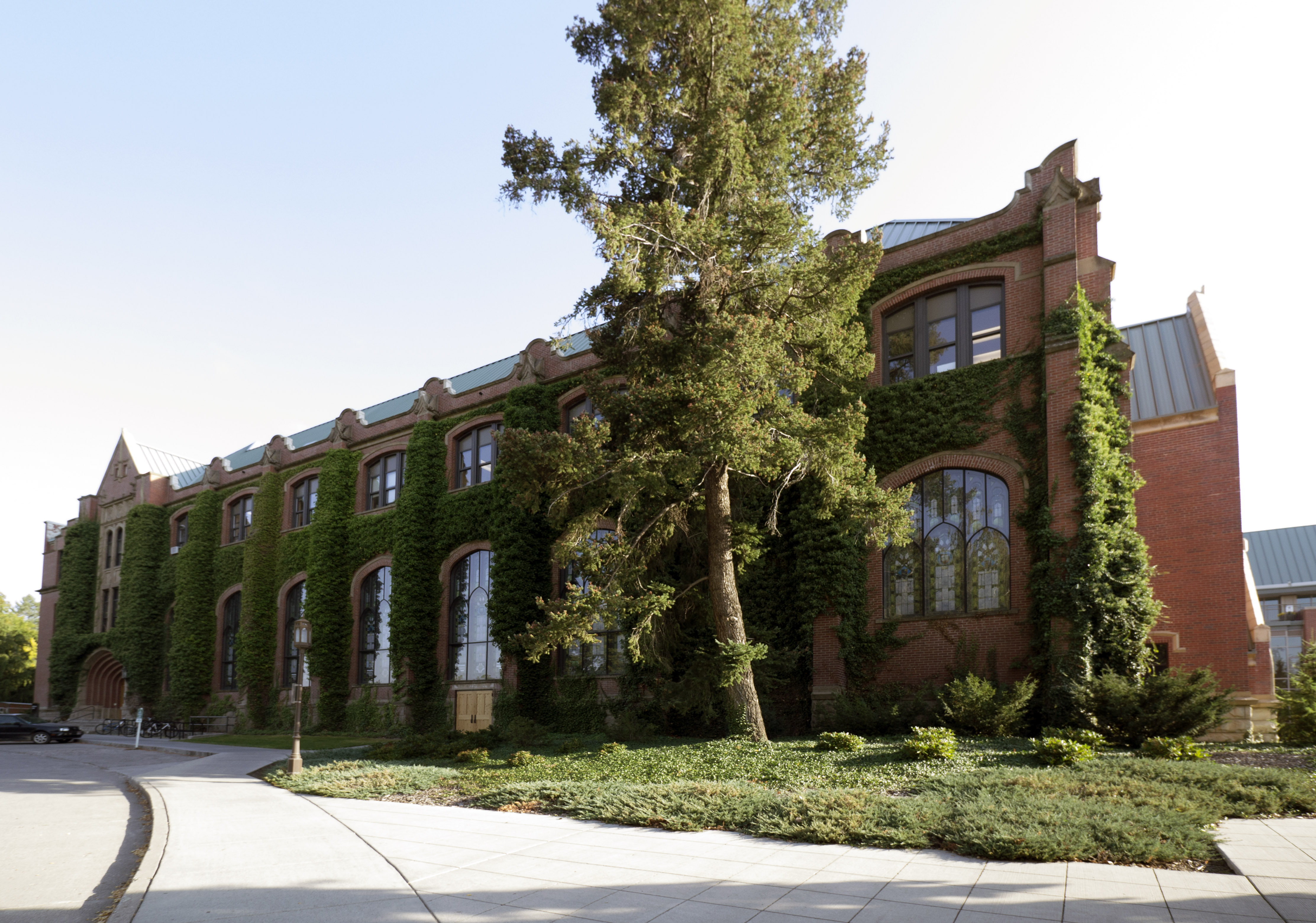
行政大楼北翼

爱达荷大学（University of Idaho，缩写：UI）是美國爱达荷州历史最悠久的公立大学。其主校区位于美国爱达荷州北部拉塔县县治莫斯科市。大学历史可以追溯至1889年，是全美72所赠地大学之一，也是该州唯一一所研究型大学。
学校体育队在NCAA第一级别的Big Sky联盟和Sun Belt联盟参赛。其主校区所在的莫斯科市曾被Livability.com网站评比为全美十大最佳大学城之一。

## 校區
作为一所赠地大学和州内最主要的研究型大學，爱达荷大学拥有州内最大的大学校园。其莫斯科主校区坐落于美国西北部落基山脉西侧帕鲁斯地区连绵起伏的丘陵地貌之上，海拔约790米，毗邻多个国家公园和州公园。莫斯科市位于爱达荷州与华盛顿州的边界地段，临近华盛顿州普尔曼及位于该市的华盛顿州立大学。周边通勤主要依靠95号美国国道、8号爱达荷州道、90号州际公路及其他支线公路和普尔曼-莫斯科区域机场。
大学校园到莫斯科市市中心步行约五分钟，此外市区内的公交线路全部免费。附近的大城市有华盛顿州斯波坎（车程1.5小时）和西雅图（车程5小时或航班1小时），及俄勒冈州波特兰（车程5小时）。爱达荷大学校园总面积为1585英亩（6.4平方公里），包括253栋建筑、22个计算机实验室，总资产约8.12亿美元。校园内有10英里（16公里）的机动车道、49英亩（20公顷）的停车场、1.22英里（1.96公里）的自行车道，及一个占地150英亩（61公顷）的18洞高尔夫球场、80英亩（32公顷）的植物园和860英亩（3.5平方公里）的农场。
除莫斯科校区外，爱达荷大学还在科达伦、博伊西、特温福尔斯、爱达荷福尔斯等地建有分校区。此外还在普斯特福尔斯建有科技园区并在全州建有数十个科技推广办公室。爱达荷大学和爱达荷国家实验室、博伊西州立大学、爱达荷州立大学及怀俄明大学共建位于爱达荷福尔斯的先进能源研究中心（CAES），开展核能源、材料科学、地质系统、可持续环境、网络安全和数据科学等方向的研究。爱达荷州近年来高科技产业发展迅猛，人均专利注册数在全美国排名第一位，人均创业活动排名第四位。

## 学院与专业

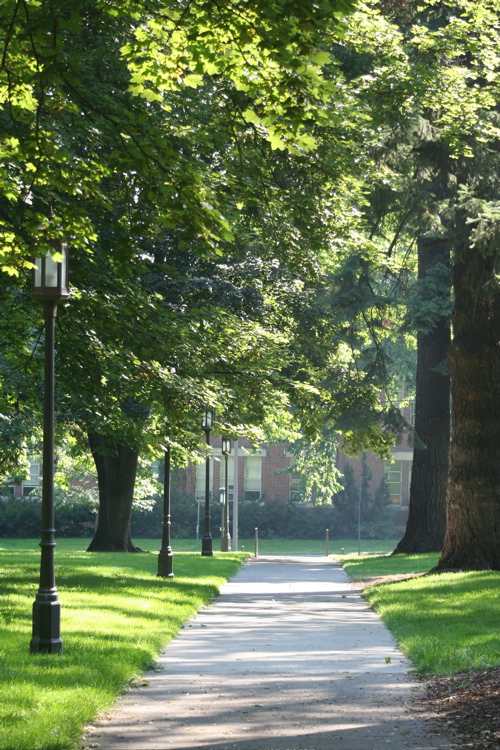
校园中的“哈啰”小径

大学下设10个学院，学科健全。专业包括计算机、生物、物理、化学、自然资源、地理、地质、农业、会计、建筑、法学等，共计94个学士专业、62个研究生专业（硕士/博士）。
- 人文与社会科学学院
- 教育学院
- 工程学院
- 商业与经济学院
- 农业和生命科学学院
- 理科学院
- 艺术与建筑学院
- 自然资源学院
- 法学院
- 研究生院

## 学生

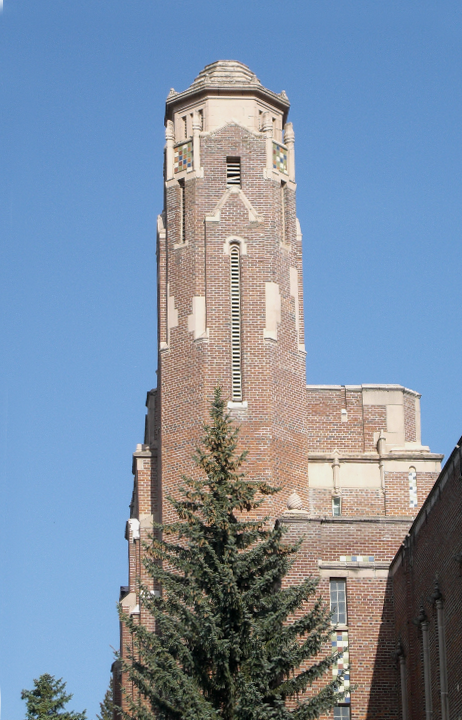
老体育馆塔楼

爱达荷大学在1892年最早入学的一批学生共有40名。目前，爱达荷大学有超过12000名在校学生，其中大约11000名在莫斯科主校区就读，包括来自78个国家的近920名国际学生。爱达荷大学拥有超过200个学生社团及超过20个少数族裔学生团体。大学也是著名的莱昂内尔汉普顿国际爵士音乐节的举办地。校体育队在NCAA第一级别的16个男子和女子项目中参赛，同时校园内也有众多的体育俱乐部。学校的吉祥物是Vandal（破坏者）。

## 国际合作
爱达荷大学与世界上400多所大学建立了合作关系，包括与中国多所大学的教学、科研及文化的交流与合作，如与中国苏州大学文正学院合办的电子工程学位项目、与华南理工大学合办的孔子学院等。

## 学术
該大學是州内的優秀大學之一，在國内也可以排到較前列。大学在1909年成立的法学院最早于1925年即得到了美国律师协会的认证。工学院的教学和学术表现尤其突出，该院学生在“全美工程基础考试”中的通过率达到94%，远高于全美74%的平均水平。其计算机科学硕士项目在affordablecollegesonline.org网站的2017年度最佳计算机硕士网络项目评比中列全美第13位。工学院电子工程和计算机等专业和位于博伊西的半导体巨头美光科技公司（Micron）有密切合作。爱达荷大学的科研经费占全州近74%，仅2010年其科研支出就已达到1亿美元。2017年1月，学校最新的集成科研与创新中心（IRIC）大楼建成。它采用动态迁入迁出机制，为跨学科研究项目提供场地和设施。在2025年卡内基基金会美国高校分类中，爱达荷大学被归为第一级别“研究最密集型大学（R1）”。。

## 排名
2020年以来，爱达荷大学持续在US NEWS举办的“最有价值大学”评比中排名美国西部第一及全国第二十名左右。
2016年，《美国新闻和世界报道》在其2017版大学排名中将爱达荷大学列为美国最佳公立大学第90名及最佳国家级大学第171名。
2015年，CollegeExpress.com网站题为“专家的选择：公立常青藤”的文章列举了35所大学，爱达荷大学榜上有名。
2015年，在《华盛顿月刊》“大学排名”中，爱达荷大学列美国国家级大学第61位。
2015年，《福布斯》将爱达荷大学列为美国国家级研究型大学第153位及综合排名第384位。
2014年，爱达荷大学在Payscale and CollegeNet所做的社会流动性指数排名中列美国大学第21位。
2003年，該大學聯合猶他州立大學完成了世界上第一個騾子的克隆實驗，這匹克隆出來的騾子叫做“ Idaho Gem ”。

## 校友
爱达荷大学拥有超过10万名校友，遍布全球。知名校友包括：
- Donald Kirk David 哈佛商学院前院长（1942-1955）
- Lawrence H. Chamberlain 哥伦比亚学院前院长及哥伦比亚大学前副校长
- Roger Batzel 勞倫斯利福摩爾國家實驗室前主任（1971-1988）
- 廖港民：中華民國外交部外交官，前駐紐約處長、駐阿曼代表、外交部南部辦事處長（1993）[30]
- 李明仁  國立嘉義大學森林暨自然資源學系講座教授、校長(2005-2012)，中華林學會理事長。
- 陈小元 美国NIH分子影像和纳米药物实验室主任/高级研究员、《Theranostics》杂志创刊主编
- 余濟美 香港中文大學聯合書院院長、化學系教授
- Frank Shrontz 波音公司前总裁和首席执行官（1986-1996）
- 詹姆斯·阿莫斯 美国海军陆战队上将、第35任美国海军陆战队司令（2010-2014）
- Terrel Bell 美国教育部前部长（1981-1985）
- 爱达荷州前州长（1999-2006）、美国内政部前部长（2006-2009）
- 菲爾·巴特（英语：Phil Batt） 爱达荷州前州长（1995-1999）
- Sarah Palin 阿拉斯加州前州长（2006-2009）
- Mike O'Callaghan 内华达州前州长（1971-1979）
- Kristin Armstrong 三届奥运会自行车项目金牌得主（2008、2012、2016）及两届世锦赛金牌得主（2006、2009）
- Gus Johnson NBA球星，曾5次入选NBA全明星赛，2010年入选奈史密斯篮球名人纪念堂
- Malcolm Renfrew 化学家，特富龙材料研发和商品化的参与者

## 外部連結
- 官方网站
- University of Idaho Athletics website （页面存档备份，存于）
- The Argonaut （页面存档备份，存于） – student newspaper
- Gem of the Mountains （页面存档备份，存于） – University of Idaho Digital Yearbook Collection, part of the library's Digital Initiatives （页面存档备份，存于）
- University of Idaho Historical Photographs （页面存档备份，存于） – University of Idaho Historical Photograph Collection, part of the library's Digital Initiatives （页面存档备份，存于）
- Topographic map (& aerial photo) of UI campus （页面存档备份，存于） from USGS The National Map